# 松音
松音，台灣恐怖、奇幻小說家，目前就讀國立臺北大學。過去曾發表過《小惡魔系列》與《靈異辣妹快餐店系列》兩個巨大的系列，也以久本治為筆名發表奇幻小說以及將知名線上遊戲「風色幻想」、「艾爾之光」改編小說，筆名來源是某歡樂諷刺漫畫家的名字排列組合而成，屬於致敬用的筆名。輕小說與動畫愛好者。

## 作品

### 靈異辣妹快餐店
- 靈異辣妹快餐店（一）卵之章
- 靈異辣妹快餐店（二）南行章
- 靈異辣妹快餐店（三）翼之章
- 靈異辣妹快餐店（四）織夢章

### 小惡魔系列
- 小惡魔的向日葵花園
- 小惡魔的魔術研究會
- 小惡魔的月光祭
- 小惡魔的石器都市（一）幻石陣
- 小惡魔的石器都市（二）中山市
- 小惡魔的石器都市（三）天球儀
- 小惡魔的石器都市（四）雙城篇

### 靈魂連鎖
- 靈魂連鎖（第一部）血祭
- 靈魂連鎖（第二部）慘殺
- 靈魂連鎖（第三部）魔都

### 桃樂絲遊戲
- 桃樂絲遊戲（一）（REI繪）（天使出版社）
- 桃樂絲遊戲（二）（REI繪）（天使出版社）

### 女神Online
- 女神（上）
- 女神（下）
- 女神（外傳）－萌學園

### 風色幻想
- 風色幻想（上）
- 風色幻想（下）

### 艾爾之光
- 艾爾之光（上）
- 艾爾之光（下）

### 恐怖小說
- 十三
- 惡夢時刻
- 惡魔之手
- 宅變（電影小說改寫）
- 幽靈宅配
- 恐怖網誌
- 奪命專題
- 絕命派對（電影小說改寫）
- 亡靈課表
- 沒收詛咒
- 戰悚教室
- 血印
- 鬼帶

### 其他
- 發明戀愛童話
- 發明戀愛童話（簡體字版）
- 偽·國中女生記事簿
- 少女純愛委員會
- 數學作業公主
- 班級日誌
- 桌子小姐與刀子先生
- 想你，24小時不打烊
- 皇家羅布斯塔的咖啡館奇遇

## 腳注
1. ↑  .   [2010-02-10]. （原始内容存档于2013-12-27）.